# Mistrzostwa Rumunii w Skokach Narciarskich 2020
Mistrzostwa Rumunii w Skokach Narciarskich 2020 – zawody mające na celu wyłonić mistrza Rumunii w skokach narciarskich, które zostały rozegrane na kompleksie skoczni Trambulina Valea Cărbunării w Râșnovie w dniach 14–15 lutego 2020 na obiekcie HS97. Oprócz mistrzostw seniorów, rozegrano także konkursy w niższych kategoriach wiekowych.
Wśród kobiet i mężczyzn w najwyższej kategorii wiekowej zwyciężyli Daniel Cacina oraz Daniela Haralambie.
Drugiego dnia zmagań rozegrano konkursy drużynowe: w zawodach drużynowych mężczyzn i zawodach drużyn mieszanych złote medale wywalczyły zespoły CS Dinamo Braszów.

## Wyniki

### Mężczyźni
| Msc. | Zawodnik          | Klub              | I seria | II seria | Punkty |
| ---- | ----------------- | ----------------- | ------- | -------- | ------ |
| 1.   | Daniel Cacina     | CSS Dinamo Râșnov | 89,0 m  | 90,0 m   | 216,0  |
| 2.   | Andrei Feldorean  | CS Dinamo Braszów | 85,0 m  | 89,0 m   | 210,0  |
| 3.   | Sorin Mitrofan    | CSO Cetate Râșnov | 86,0 m  | 86,0 m   | 206,0  |
| 4.   | Radu Păcurar      | CSS Dinamo Râșnov | 82,0 m  | 83,5 m   | 189,0  |
| 5.   | Mihnea Spulber    | CS Dinamo Braszów | 75,0 m  | 85,0 m   | 176,0  |
| 6.   | Florin Feroiu     | CSS Dinamo Râșnov | 71,5 m  | 71,0 m   | 138,5  |
| 7.   | Lorant Benedek    | CS Dinamo Braszów | 70,5 m  | 73,0 m   | 138,0  |
| 8.   | Alexandru Folea   | CSS Dinamo Râșnov | 71,0 m  | 70,5 m   | 134,5  |
| 9.   | Robert Săndulescu | ACS Săcele        | 70,0 m  | 71,5 m   | 132,5  |
| 10.  | Mircea Jipescu    | CSS Dinamo Râșnov | 67,0 m  | 69,5 m   | 121,5  |
| ...  |                   |                   |         |          |        |

| Msc. | Klub                 | Zawodnicy                                        | I seria              | II seria             | Punkty |
| ---- | -------------------- | ------------------------------------------------ | -------------------- | -------------------- | ------ |
| 1.   | CS Dinamo Braszów    | Lorant Benedek Andrei Feldorean Mihnea Spulber   | 70,0 m 84,0 m 86,5 m | 66,0 m 81,0 m 88,5 m | 523,0  |
| 2.   | CSS Dinamo Râșnov I  | Mircea Jipescu Radu Păcurar Daniel Cacina        | 65,5 m 79,5 m 87,5 m | 69,0 m 76,5 m 90,5 m | 507,0  |
| 3.   | CSS Dinamo Râșnov II | Alexandru Runceanu Alexandru Folea Florin Feroiu | 59,0 m 64,5 m 70,5 m | 61,5 m 68,5 m 70,0 m | 335,0  |
| 4.   | ACS Săcele           | Angelo Gobel Csaba Szabo Robert Săndulescu       | 57,5 m 61,5 m 71,5 m | 59,0 m 58,5 m 69,5 m | 287,5  |

### Kobiety

#### Konkurs indywidualny – 14 lutego 2020 – HS97
| Msc. | Zawodnicy          | Klub              | I seria | II seria | Punkty |
| ---- | ------------------ | ----------------- | ------- | -------- | ------ |
| 1.   | Daniela Haralambie | CS Dinamo Braszów | 84,5 m  | 86,0 m   | 202,5  |
| 2.   | Diana Trâmbițaș    | CSS Brașovia      | 70,0 m  | 71,0 m   | 131,5  |
| 3.   | Delia Folea        | CSS Dinamo Râșnov | 60,0 m  | 62,0 m   | 91,0   |
| 4.   | Daria Chindriș     | CS Dinamo Braszów | 48,5 m  | 51,0 m   | 38,5   |
| 5.   | Alessia Mîțu-Coșca | ACS Săcele        | 48,5 m  | 50,0 m   | 36,0   |

### Mieszane

#### Konkurs drużyn mieszanych – 15 lutego 2020 – HS97
| Msc. | Klub                 | Zawodnicy                            | I seria       | II seria      | Punkty |
| ---- | -------------------- | ------------------------------------ | ------------- | ------------- | ------ |
| 1.   | CS Dinamo Braszów I  | Daniela Haralambie Andrei Feldorean  | 87,0 m 78,5 m | 84,5 m 83,5 m | 385,5  |
| 2.   | CSS Dinamo Râșnov    | Delia Folea Daniel Cacina            | 55,5 m 85,0 m | 55,0 m 86,5 m | 270,0  |
| 3.   | CS Dinamo Braszów II | Daria Chindriș Mihnea Spulber        | 50,5 m 80,0 m | 49,0 m 79,0 m | 216,0  |
| 4.   | ACS Săcele           | Alessia Mîțu-Coșca Robert Săndulescu | 51,5 m 69,5 m | 51,5 m 73,0 m | 187,5  |